# Bolbelasmus bocchus
Bolbelasmus bocchus är en skalbaggsart som beskrevs av Wilhelm Ferdinand Erichson 1841. Bolbelasmus bocchus ingår i släktet Bolbelasmus och familjen Bolboceratidae. Utöver nominatformen finns också underarten B. b. vaulogeri.